# Étoile étrange

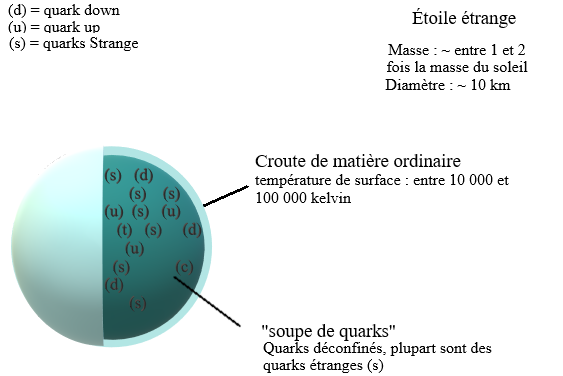
Schémas de l'intérieur d'une étoile étrange

Une étoile étrange ou étoile à quarks est une étoile exotique hypothétique composée de quarks déconfinés, la plupart d'entre eux étant des quarks étranges s. Ces quarks s constituent les particules ayant un nombre quantique « d'étrangeté » non nul (la matière ordinaire en est dépourvue).
En surface, l'étoile à quarks ressemblerait fortement à une étoile à neutrons. Seule sa masse volumique, la pression au centre et sa taille diffèreraient de cette dernière.

## Théorie

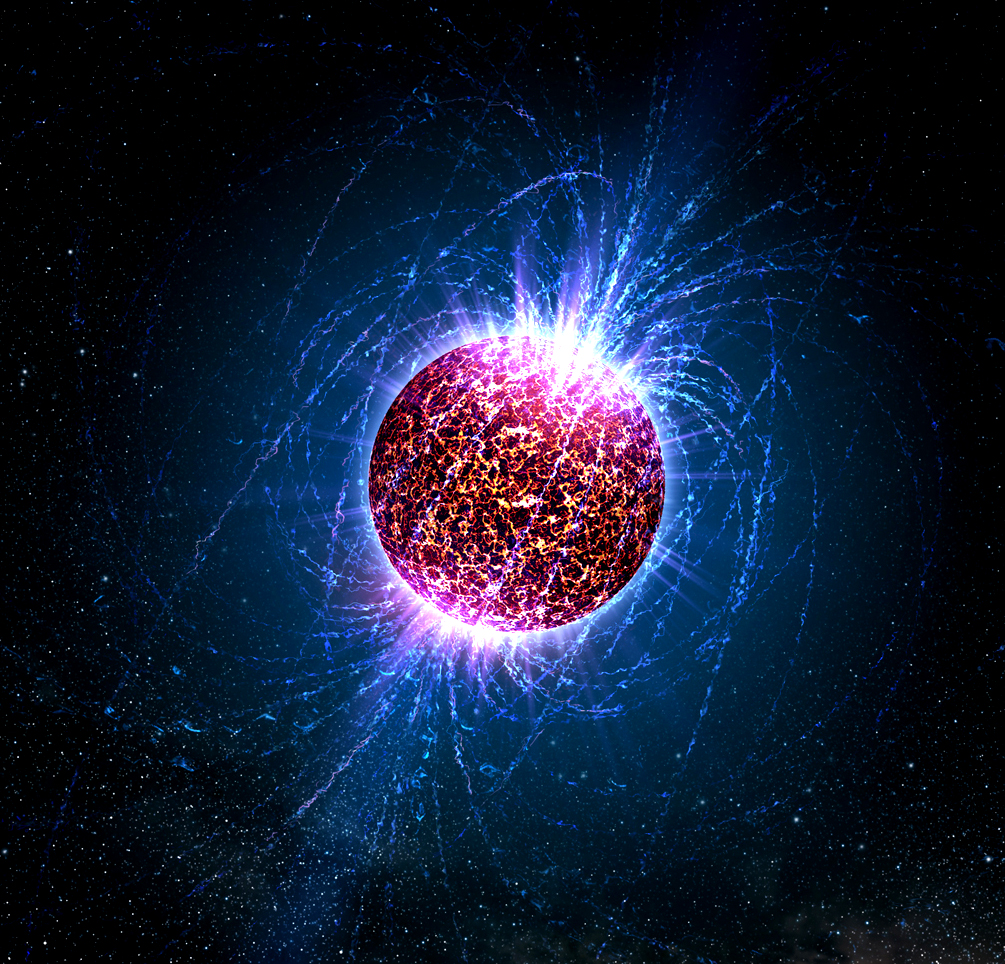
Une vue d'artiste d'une étoile à neutrons.

Imaginé en 1965 par les physiciens soviétiques Dmitri Ivanenko et D. F. Kurdgelaidze, ce type d'étoile hypothétique a été théorisé vingt ans plus tard par Pavel Haensel, Julian Zdunik et Richard Schaeffer dans un article de la revue Astronomy & Astrophysics.
Une telle « étoile » devrait être très petite, plus petite encore que les étoiles à neutrons. Une masse entre une et deux fois celle du Soleil serait ainsi contenue dans une sphère d'une dizaine de kilomètres de diamètre en moyenne. Une croûte de matière ordinaire entourerait cette « soupe de quarks ». La température de surface serait comprise entre 10 000  et   100 000 kelvins et la durée de son existence supérieure à 100 milliards d'années[réf. souhaitée].
En théorie, lorsque le neutronium d'une étoile à neutrons massive est soumis à une pression suffisante causée par sa gravité, les neutrons du cœur s'effondrent et fusionnent, libérant les quarks qui les composent, pour former ainsi de la matière étrange. L'étoile devient alors une étoile étrange, ou une étoile à quarks. La matière étrange est composée de quarks u (up) et d (down) comme dans les nucléons ordinaires, et de quarks s, tous liés entre eux directement par l'interaction forte,,. Dans ces conditions, certains quarks d pourraient se transformer en quarks s, qui sont des quarks beaucoup plus gros avec une densité plus élevée que ses deux prédécesseurs.
Une étoile étrange se situerait à mi-chemin entre l'étoile à neutrons et le trou noir, tant sur le plan de la masse que sur le plan de la densité. Ainsi, une étoile étrange qui absorbe de la matière supplémentaire pourrait finir par s'effondrer pour devenir un trou noir.

## Structure

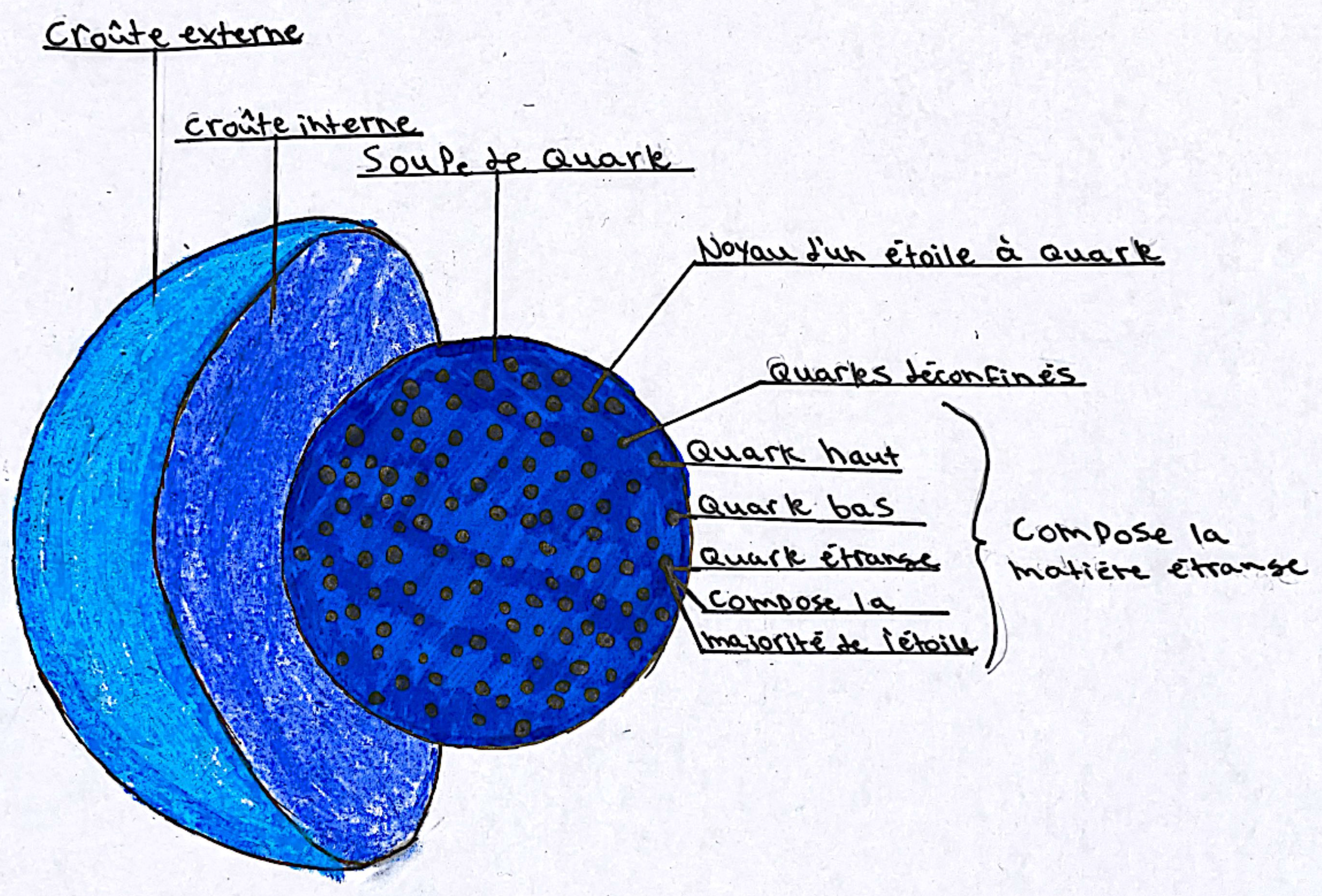
Un dessin montrant les différentes composantes de l'étoile à quarks.

Les étoiles étranges seraient composées d'une couche de matière ordinaire composée de neutronium, de matière dégénérée (électrons + nucléons) et d'un noyau fait de matière étrange et de quarks déconfinés.

## Observations
En 2025, aucune étoile étrange n'a encore été identifiée avec certitude. On recense cependant certaines candidates :
- PSR J0205+6449, située dans le rémanent de supernova 3C 58, et RX J1856.5-3754, en raison de leur taille et température[11].
- HESS J1731-347, en raison de sa faible masse[12],[13].